# Đập Pak Mun
Đập Pak Mun toạ lạc cách nơi hợp lưu giữa hai con sông  Mun và Mekong tại tỉnh Ubon Ratchathani, Thái Lan 5,5 km. Đập này được Cục Phát điện Thái Lan (EGAT) xây dựng với sự hỗ trợ của Ngân hàng Thế giới với tổng kinh phí 240 triệu USD và hoàn thành vào năm 1994. Dự án này đã bị chỉ trích do tác động tiêu cực đến thủy sản trên sông Mun, đền bù không thỏa đáng cho dân làng khu vực di dời giải toả và thất bại trong việc phát đúng công suất điện đã dự tính.

Bức tường thành chính của Đập Pak Mun

Tác động lập tức của con đập này là sự ngập lụt của 117 km² đất và di dời khoảng 3000 gia đình. Khoảng 25000 dân ở đây đã bị ảnh hưởng của con đập này. Nhiều vụ phản đối đã diễn ra bên ngoài toà nhà chính phủ ở thủ đô Bangkok.
EGAT đã trả 44,24 triệu USD để đền bù tái định cư, cộng thêm 15,8 triệu USD cho thiệt hại về thủy sản.